# Freie Waldorfschule Kassel
Die Freie Waldorfschule in Kassel ist eine Schule, an der nach der von Rudolf Steiner begründeten Waldorfpädagogik unterrichtet wird. Die staatlich anerkannte Ersatzschule wird von einer freien Trägerschaft getragen.

## Geschichte
Die Freie Waldorfschule Kassel wurde 1929 gegründet. 1969 wurde das Berufsbildende Gemeinschaftswerk in den Unterricht integriert. Die Schule gehört dem Bund der Freien Waldorfschulen an.

## Didaktischer Ansatz
An der Kasseler Freien Waldorfschule wird die Allgemeinbildung mit der Berufsbildung verbunden. In der differenzierten Oberstufe werden nicht nur Abiturienten, sondern auch künftige Schreiner, Zerspanungsmechaniker, Maschinenschlosser, Elektroniker, Chemiefacharbeiter, Sozialarbeiter, Kinderpfleger und Kindergärtnerinnen unterrichtet. Die Ausbildung schließt mit Gesellen- oder Facharbeiterbrief ab.

## Integrierte Gesamtoberstufe
In der integrierten Gesamtoberstufe der Freien Waldorfschule Kassel werden bis zur 12. Klasse der Hauptunterricht wie auch das Turnen für verschiedene Schülergruppen gemeinsam erteilt. Die Lehrwerkstätten stehen unter der Leitung von Industriemeistern. Die produzierten Güter werden als Zulieferer für andere Industriebetriebe in die Wertschöpfungskette integriert. Außerdem werden Industriepraktiken in anderen Betrieben absolviert. Das Abitur oder die Fachhochschulreife kann abgelegt werden.

## Bekannte Schüler und Lehrer
- Manfred Bode (1941–2018), Unternehmer
- Gisela Getty (* 1949), Fotografin, Regisseurin, Designerin und Schriftstellerin
- Peter Guttenhöfer[4]
- Peggy Sinclair (1911–1933), Cousine des Literaturnobelpreisträgers Samuel Beckett
- Christa Slezak-Schindler (* 1926), Sprachgestalterin, Rezitatorin und Sprachtherapeutin
- Meryem Uzerli (* 1983), deutsch-türkische Schauspielerin
- Jutta Winkelmann (1949–2017), Regisseurin, Fotografin, Designerin, Drehbuchautorin, Schauspielerin und Schriftstellerin